# Rattus omichlodes
Rattus omichlodes är en gnagare i familjen råttdjur och släktet råttor som lever i bergen på västra Nya Guinea. Den beskrevs första gången 1979 av Xavier Misonne.

## Beskrivning
Arten är en liten råtta: Medellängden från nos till svansrot är drygt 12 cm, medan svansen är drygt 8 cm lång. Pälsen på ryggsidan är mjuk, tät och övervägande ljusgrå med bruna spetsar och iblandade svarta täckhår. Buksidan är något ljusare och mera rent grå. Även tassar och svans är grå.

## Utbredning
Arten har endast påträffats i två närbelägna bergslokaler i Papuaprovinsen på västra Nya Guinea i Indonesien, men man förmodar att den finns på fler lokaler i det dåligt studerade området.

## Ekologi
Arten lever i buskvegetation och på lägre höjder på alpina våtmarker (grunda träsk och våtängar) ovan trädgränsen, där den förekommer mellan 2 950 och 3 950 meters höjd.

## Taxonomi
Arten betraktades tidigare som en synonym till Rattus richardsoni; den har även kopplats ihop med Rattus arrogans. Anknytningen till R. richardsoni har man frångått, men dess förhållande till R. arrogans är ännu inte helt utrett.